# Rålambshovsleden

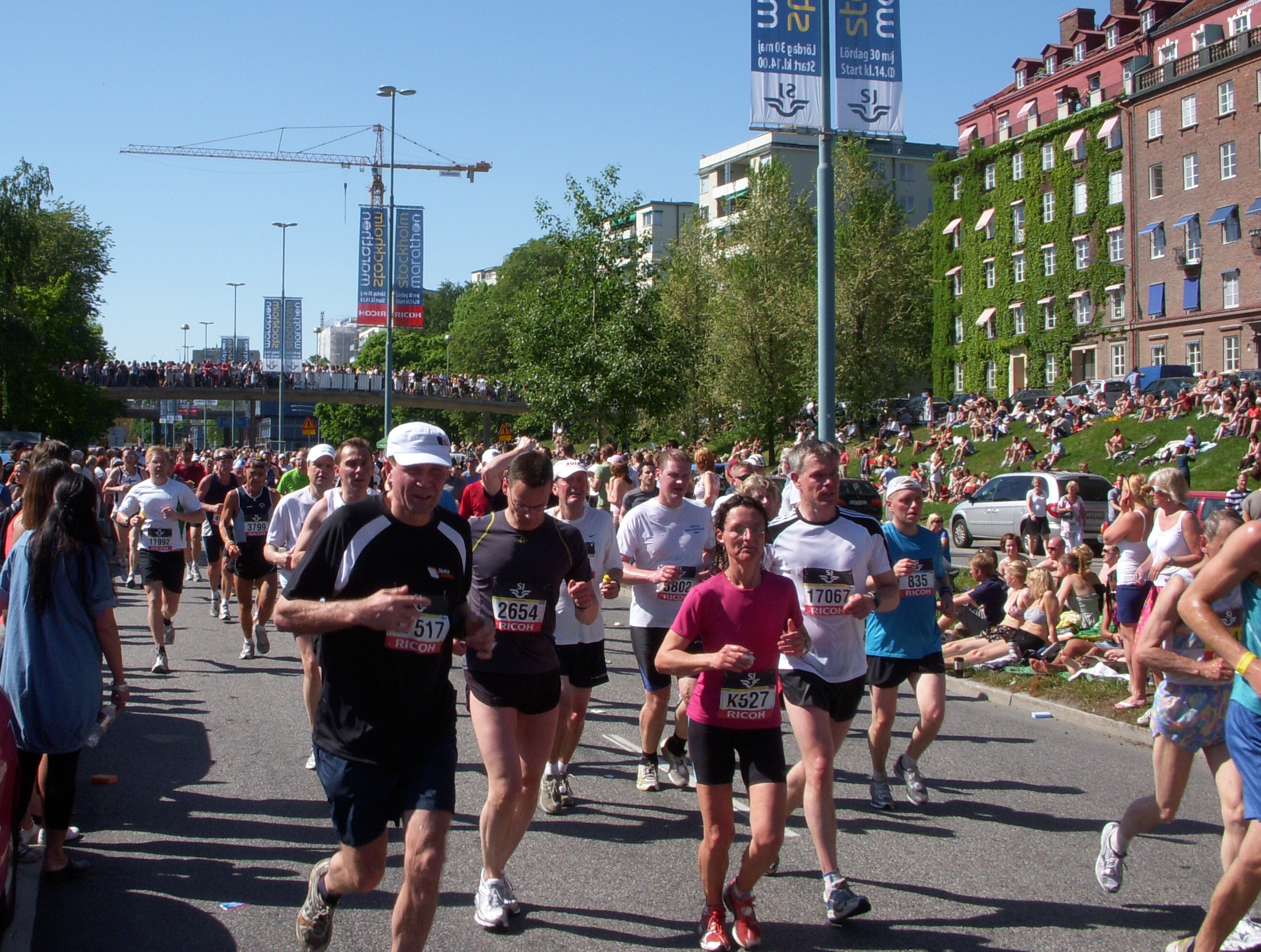
Stockholm Marathon 2009 längs Rålambshovsleden, vy mot väst i höjd med Rålambshovsparken.

Rålambshovsleden är en trafikled på Kungsholmen i Stockholm. Leden, som är cirka 700 meter lång utgör förbindelselänken mellan Norr Mälarstrand och Lindhagensplan. På en sträcka av cirka 200 meter går den parallellt med och söder om Norr Mälarstrand. 
Leden anlades på 1930-talet och fick 1938 sitt nuvarande namn. Namnet härrör från Rålambshovs gård, en malmgård vars nuvarande träbyggnad uppfördes år 1801 efter arkitekt Carl Christoffer Gjörwell den yngres ritningar. Även den intill liggande Rålambshovsparken fick sitt namn efter denna gård.
I början av 2000-talet skapades längs Rålambshovsledens norrsida ett nytt kvarter med namn Snöflingan. Sedan 2010 finns här nya bostadshus som ansluter till Norr Mälarstrands 1930-tals bebyggelse samt Courtyard Stockholm, ett hotell med 278 gästrum.